# Ezio Anichini
Ezio Tiburzio Anichini (Firenze, 24 aprile 1886 – Firenze, 23 settembre 1948) è stato un illustratore italiano.

## Biografia
Figlio di Giuseppe Anichini, illustratore per la casa editrice R. Bemporad & figlio, si iscrisse all'Accademia di belle arti di Firenze nel 1902 dove si diplomò nel 1910 ottenendo anche un premio d'incoraggiamento. Esordì come illustratore nel 1903 per la Scena illustrata, una popolare rivista italiana con sede a Firenze con la quale ebbe una lunga collaborazione; nel 1906, dopo aver partecipato a un concorso indetto per le copertine del Giornalino della domenica di Vamba, iniziò anche con questa testata una lunga collaborazione. Oltre a collaborare con molte altre riviste dell'epoca (Musica e Musicisti, Passerotto, Corriere musicale dei piccoli, Vita nova, Almanacco Italiano Bemporad), fu anche illustratore di libri e di manifesti per rappresentazioni teatrali presso il Teatro Romano di Fiesole (1911-1913).
Alcuni dei libri di Laura Orvieto sono stati illustrati dalle litografie Art Nouveau di Ezio Anichini.

## Riconoscimenti
- "A Vision of Art and Faith: The Litany of Loreto and the Work of Ezio Anichini (1886-1948)": mostra presso Marian Library di Dayton, Ohio, dal 4 aprile al 26 agosto 2022[4][7]